# Siuna
Siuna è un comune del Nicaragua facente parte della Regione Autonoma Atlantico Nord.